# Casanova (1919)
Casanova ist ein 1917 in ungarischer Sprache gedrehter österreichisch-ungarischer Stummfilm mit Alfréd Deésy in der Titelrolle.

## Handlung
Der alternde Casanova, Traum zahlloser gebrochener Mädchen- und Frauenherzen, liegt in seinen letzten Zügen und blickt wehmütig zurück. Dazu blättert er in seinem Album der Erinnerungen, das auf jeder Seite mindestens einen Frauennamen aufweist. Schließlich gleitet er dahin, doch in den Erinnerungen seiner weiblichen Eroberungen lebt er fort. Als die Fabrikantentochter Susanne Hilmer in seinen Memoiren blättert und ihr Verlangen und ihre Sehnsucht nach diesem romantischen und eleganten Liebhaber immer größer wird, entsteigt der Rokoko-Mann aus der kühlen Gruft seiner letzten Ruhestätte und erwacht zu neuem Leben. Der Wiedererweckte hat die Gestalt eines modernen Casanovas, eingekleidet nach der neuesten Mode und nennt sich Ritter Heinrich Holanden. Als diese Person tritt Casanova nunmehr in das Leben Susanne Hilmers, der Tochter eines recht wohlhabenden Fabrikbesitzers.
Eines Tages unternehmen Susanne und ihr Vater einen Ausflug mit dem Schiff. Eine Windbö weht Hilmers Hut über Bord, und Holanden, ganz Gentleman, springt in die Fluten, um die Kopfbedeckung wieder herauszufischen. Angesichts derlei Galanterie ist Susanne von dem schmucken Herrn hin und weg. Als das Schiff am Ufer einer Insel angelegt hat, werden Hilmer und Tochter Susanne bereits von der anderen Tochter Margarete und deren Bräutigam Mario erwartet. Man begibt sich zur auf dieser Insel gelegenen Villa Hilmers, wo sich bald Susanne den amourösen Avancen Holandens / Casanovas hingibt. Doch auch Margarete ist von dem eleganten Schönling hingerissen und sinkt in dessen Arme, als ihr Verlobter Mario aus geschäftlichen Gründen kurzfristig das Anwesen verlassen muss. Susanne wird Zeugin dieser Romanze und nimmt sich, zutiefst enttäuscht, das Leben. Daraufhin flüchtet sich Margarete in eine schwere Krankheit. Als Mario auf die Insel zurückkehrt, hat sich Casanova bereits aus dem Staub gemacht.
Er ist bereits auf neue Liebesabenteuer aus und findet in der Hutmacherin Ninette ein neues „Opfer“. Casanova will auch sie nach einer Liebesnacht rasch loswerden und bietet ihr Geld als Entschädigung an. Als daraufhin auch Ninette den Weg in den Freitod suchen will und auf dem Weg ins Wasser ist, wird sie im letzten Moment von ihrem Bräutigam Paul gerettet. Casanova nimmt indes wieder eine neue Identität an und nennt sich Karl Rensky. Er ist jetzt Leutnant der Leibgarde und verkehrt im Hause des Grafenehepaars Artois. Seine maskuline Erscheinung und sein kühnes Auftreten bringt die Gräfin rasch in Wallung. Als er ihr zuliebe eine Blume von einer schwer zu erreichenden Bergspitze pflückt, um sie ihr zu schenken, fließt die Adelige dahin und sinkt in Casanovas / Renskys Arme. Der Graf beobachtet argwöhnisch das ehebrecherische Treiben und will dem Spuk unbedingt ein Ende bereiten: Der Gehörnte schießt auf den Nebenbuhler, aber seine Frau wirft sich vor Casanova und fängt die Kugel ab. Dabei wird sie getötet, während Casanova / Rensky lediglich eine Verwundung von sich trägt. Der ewige Liebhaber muss in ein Krankenhaus eingeliefert werden.
Dort kümmert sich eine weitere Dame liebevoll um den ans Krankenbett gefesselten Casanova. Sie heißt Livia, ist eine verwitwete Baronin und umsorgt aufopferungsvoll den genesenden Schwerverletzten. Livias Wesen und Charakter ist von großer Reinheit geprägt, und bald erwachen in dem ewigen Womanizer erstmals aufrichtige Gefühle. Während eines romantischen Ausflugs mit dem Auto werden die beiden von Mario, dem Bräutigam Margaretes, entdeckt. Der hat Rache geschworen und will Casanovas Untaten endlich stoppen. Während dessen kurzzeitiger Abwesenheit nutzt Mario die Gunst der Stunde und klärt die herzensgute Baronin über Casanovas Untaten auf. Überglücklich eilt wenig später Casanova zu seiner Liebsten, doch er findet sie, von einer Kugel durchbohrt, leblos liegen. Livia konnte die Schande nicht ertragen und hat sich umgebracht. Über ihrem Leichnam gebeugt, bricht der Herzensbrecher weinend zusammen. Sie war die einzige, die Casanova je geliebt hatte und zugleich die Einzige, die er nicht haben konnte. Zutiefst geknickt kehrt er zu seiner Gruft zurück, mit jedem Schritt ein wenig alternd, bis er wieder ganz der Casanova aus dem Rokoko geworden ist. Dann schließt er für immer die Grufttür hinter sich.

## Produktionsnotizen
Casanova entstand 1917 in Budapest, besaß eine Länge von fünf bzw. sechs Akten und wurde im September 1918 im Kino Corso in der ungarischen Hauptstadt uraufgeführt. In Deutschland lief der Streifen am 22. August 1919 in Berlins Marmorhaus an. Casanova besaß, je nach Fassung, 2527 bzw. 2280 Meter Länge.
Die Bauten stammen von Stefan Lhotka, der damals in seiner Heimat als Lhotka Szirontai geführt wurde. Gelegentlich wurde in Rezensionen Bela Lugosi als Darsteller des Casanova geführt, der in Vorplanungen des Films als Hauptdarsteller im Gespräch war und in frühen Filmankündigungen im Herbst 1917 in der Hauptrolle genannt wurde. Die Credits nennen jedoch Regisseur Alfréd Deésy in der Hauptrolle, der auch in zeitgenössischen Rezensionen und späteren Filmankündigungen als Hauptdarsteller geführt wird. Auch Zeitgenossen konnten Lugosi in erhaltenen Filmausschnitten nicht in der Hauptrolle erkennen. Einige erinnerten sich jedoch, dass er möglicherweise eine Nebenrolle innehatte.